# WGPR
WGPR ist eine Radiostation aus Detroit, Michigan und sendet unter dem Namen „Hot107.5“. 
WGPR wurde am 6. Dezember 1961 gegründet. Die Studios des Senders befinden sich auf East Jefferson in Detroit. Die Sender steht auf dem Maccabees Building der Wayne State University und gehört der Freimaurerloge International Free & Accepted Modern Masons. Die musikalische Ausrichtung des Senders ist aktuell Hip-Hop. WGPR war eine der ersten Radiostationen in den USA die Nachrichten speziell für Afroamerikaner sendete. 1975 ging WGPR-TV auf Sendung, die erste Fernsehstation in den USA mit afroamerikanischen Eigentümern, und die sich mit ihrem Programm gezielt an Afroafrikaner richtete. WGPR und WGPR-TV-Programme richten sich bis heute primär an diese Bevölkerungsgruppe.